# Gabriel de Foigny
Gabriel de Foigny (1630-1692) est un moine défroqué, né à Foigny, village appartenant aujourd'hui à la commune de La Bouteille, en Picardie dans l'Aisne, et qui serait mort en Savoie, auteur d'un roman utopique, La Terre australe connue dans lequel il raconte les aventures d'un voyageur imaginaire, Jacques Sadeur, dans un pays appelé Terre australe.
L'article consacré à 'Sadeur' dans la seconde édition du Dictionnaire historique et critique de Pierre Bayle  reste l'unique source de renseignements au sujet de cet auteur.
Pour Régis Messac, Gabriel de Foigny est un penseur libertin, « précurseur des philosophes qui proclameront bien haut leur croyance au progrès, et en la nécessité de ce progrès » .

## Référence
Gabriel de Foigny, La Terre australe connue, 1676 ; éd. établie, présentée et annotée par Pierre Ronzeaud, Paris, Société des textes français modernes, 1990, XCVIII-242 p.  (ISBN 2-86503-191-8).